# Liste der Nummer-eins-Hits in Österreich (1985)
Dies ist eine Liste der Nummer-eins-Hits in Österreich im Jahr 1985. Sie basiert auf den ab diesem Jahr von Top 20 auf Top 30 erweiterten Single- und Albumlisten der österreichischen Charts. Sie wurden halbmonatlich jeweils am 1. und am 15. jeden Monats veröffentlicht.

## Singles
| ← 1984 ← | Liste der Nummer-eins-Hits in Österreich | Liste der Nummer-eins-Hits in Österreich | Liste der Nummer-eins-Hits in Österreich                                                           | 1986 →                    |
| \| Zeitraum \| Wo. ges. \| Interpret \| Titel Autor(en) \| Zusätzliche Informationen \| \| (Zeitraum, Wochen auf Platz eins, Interpret, Titel, Autor[en], zusätzliche Informationen) \| \| \| \| \| \| ----------------------------------------------------------------------------------------- \| -------- \| ------------------ \| -------------------------------------------------------------------------------------------------- \| ------------------------- \| \| 1. Dezember 1984 – 14. Januar 1985 7 Wochen \| 7 \| Scotch \| Disco Band Fabio Margutti \| – \| \| 15. Januar 1985 – 31. Januar 1985 2 Wochen \| 2 \| Band Aid \| Do They Know It’s Christmas? Bob Geldof, Midge Ure \| – \| \| 1. Februar 1985 – 31. März 1985 9 Wochen \| 9 \| Opus \| Live Is Life Günter Grasmuck, Peter Niklas Gruber, Ewald Pfleger, Kurt Plisnier, Herwig Tremschnig \| – \| \| 1. April 1985 – 30. April 1985 4 Wochen \| 4 \| Modern Talking \| You’re My Heart, You’re My Soul Steve Benson \| – \| \| 1. Mai 1985 – 14. Mai 1985 2 Wochen \| 2 \| Peter Cornelius \| Segel im Wind Peter Cornelius \| – \| \| 15. Mai 1985 – 31. Mai 1985 2 Wochen \| 2 \| Austria für Afrika \| Warum? Wolfgang Ambros, Rainhard Fendrich \| – \| \| 1. Juni 1985 – 30. Juni 1985 5 Wochen \| 5 \| Falco \| Rock Me Amadeus Ferdinand Bolland, Robert Bolland, Johann Hölzel \| – \| \| 1. Juli 1985 – 14. Juli 1985 2 Wochen \| 2 \| Modern Talking \| You Can Win If You Want Dieter Bohlen \| – \| \| 15. Juli 1985 – 31. Juli 1985 2 Wochen \| 2 \| Paul Hardcastle \| 19 Paul Hardcastle, Mike Oldfield \| – \| \| 1. August 1985 – 14. August 1985 2 Wochen \| 2 \| Frank Duval \| Give Me Your Love Musik: Uwe Frank Duval; Text: Kalina Maloyer \| – \| \| 15. August 1985 – 30. September 1985 7 Wochen \| 7 \| Bad Boys Blue \| You’re a Woman Musik: Tony Hendrik; Text: Mary Susan Applegate, Karin van Haaren \| – \| \| 1. Oktober 1985 – 14. Oktober 1985 2 Wochen \| 2 \| Sandra \| (I’ll Never Be) Maria Magdalena Michael Cretu, Hubert Kemmler, Markus Löhr, Richard Palmer-James \| – \| \| 15. Oktober 1985 – 14. November 1985 4 Wochen \| 4 \| Modern Talking \| Cheri, Cheri Lady Dieter Bohlen \| – \| \| 15. November 1985 – 30. November 1985 2 Wochen \| 2 \| A-ha \| Take On Me Magne Furuholmen, Morten Harket, Pål Waaktaar-Savoy \| – \| \| 1. Dezember 1985 – 14. Dezember 1985 2 Wochen \| 2 \| Joy \| Touch by Touch Alfred Jaklitsch, Andy Schweitzer \| – \| \| 15. Dezember 1985 – 14. Januar 1986 5 Wochen \| 5 \| Jennifer Rush \| The Power of Love Musik: Gunther Mende, Candy de Rouge; Text: Mary Susan Applegate, Jennifer Rush \| – \| |                                          |                                          | |                           |
| ← 1984 |                                          |                                          | | → 1986 →                  |
| Zeitraum | Wo. ges.                                 | Interpret                                | Titel Autor(en)                                                                                    | Zusätzliche Informationen |
| (Zeitraum, Wochen auf Platz eins, Interpret, Titel, Autor[en], zusätzliche Informationen) |                                          |                                          | |                           |
| 1. Dezember 1984 – 14. Januar 1985 7 Wochen | 7                                        | Scotch                                   | Disco Band Fabio Margutti                                                                          | –                         |
| 15. Januar 1985 – 31. Januar 1985 2 Wochen | 2                                        | Band Aid                                 | Do They Know It’s Christmas? Bob Geldof, Midge Ure                                                 | –                         |
| 1. Februar 1985 – 31. März 1985 9 Wochen | 9                                        | Opus                                     | Live Is Life Günter Grasmuck, Peter Niklas Gruber, Ewald Pfleger, Kurt Plisnier, Herwig Tremschnig | –                         |
| 1. April 1985 – 30. April 1985 4 Wochen | 4                                        | Modern Talking                           | You’re My Heart, You’re My Soul Steve Benson                                                       | –                         |
| 1. Mai 1985 – 14. Mai 1985 2 Wochen | 2                                        | Peter Cornelius                          | Segel im Wind Peter Cornelius                                                                      | –                         |
| 15. Mai 1985 – 31. Mai 1985 2 Wochen | 2                                        | Austria für Afrika                       | Warum? Wolfgang Ambros, Rainhard Fendrich                                                          | –                         |
| 1. Juni 1985 – 30. Juni 1985 5 Wochen | 5                                        | Falco                                    | Rock Me Amadeus Ferdinand Bolland, Robert Bolland, Johann Hölzel                                   | –                         |
| 1. Juli 1985 – 14. Juli 1985 2 Wochen | 2                                        | Modern Talking                           | You Can Win If You Want Dieter Bohlen                                                              | –                         |
| 15. Juli 1985 – 31. Juli 1985 2 Wochen | 2                                        | Paul Hardcastle                          | 19 Paul Hardcastle, Mike Oldfield                                                                  | –                         |
| 1. August 1985 – 14. August 1985 2 Wochen | 2                                        | Frank Duval                              | Give Me Your Love Musik: Uwe Frank Duval; Text: Kalina Maloyer                                     | –                         |
| 15. August 1985 – 30. September 1985 7 Wochen | 7                                        | Bad Boys Blue                            | You’re a Woman Musik: Tony Hendrik; Text: Mary Susan Applegate, Karin van Haaren                   | –                         |
| 1. Oktober 1985 – 14. Oktober 1985 2 Wochen | 2                                        | Sandra                                   | (I’ll Never Be) Maria Magdalena Michael Cretu, Hubert Kemmler, Markus Löhr, Richard Palmer-James   | –                         |
| 15. Oktober 1985 – 14. November 1985 4 Wochen | 4                                        | Modern Talking                           | Cheri, Cheri Lady Dieter Bohlen                                                                    | –                         |
| 15. November 1985 – 30. November 1985 2 Wochen | 2                                        | A-ha                                     | Take On Me Magne Furuholmen, Morten Harket, Pål Waaktaar-Savoy                                     | –                         |
| 1. Dezember 1985 – 14. Dezember 1985 2 Wochen | 2                                        | Joy                                      | Touch by Touch Alfred Jaklitsch, Andy Schweitzer                                                   | –                         |
| 15. Dezember 1985 – 14. Januar 1986 5 Wochen | 5                                        | Jennifer Rush                            | The Power of Love Musik: Gunther Mende, Candy de Rouge; Text: Mary Susan Applegate, Jennifer Rush  | –                         |

## Alben
| ← 1984 ← | Liste der Nummer-eins-Alben in Österreich | Liste der Nummer-eins-Alben in Österreich | Liste der Nummer-eins-Alben in Österreich | 1986 →                    |
| \| Zeitraum \| Wo. ges. \| Interpret \| Titel \| Zusätzliche Informationen \| \| (Zeitraum, Wochen auf Platz eins, Interpret, Titel, zusätzliche Informationen) \| \| \| \| \| \| ------------------------------------------------------------------------------ \| -------- \| ----------------- \| ---------------------- \| ------------------------- \| \| 1. Dezember 1984 – 14. Februar 1985 11 Wochen \| 11 \| Sade \| Diamond Life \| – \| \| 15. Februar 1985 – 28. Februar 1985 2 Wochen (insgesamt 7) \| 7 \| Opus \| Live Is Life \| – \| \| 1. März 1985 – 14. März 1985 2 Wochen \| 2 \| Rainhard Fendrich \| Wien bei Nacht \| – \| \| 15. März 1985 – 14. April 1985 5 Wochen (insgesamt 7) \| 7 \| Opus \| Live Is Life \| – \| \| 15. April 1985 – 30. April 1985 2 Wochen \| 2 \| Matt Bianco \| Whose Side Are You On? \| – \| \| 1. Mai 1985 – 14. Juni 1985 6 Wochen \| 6 \| Tina Turner \| Private Dancer \| – \| \| 15. Juni 1985 – 14. Juli 1985 5 Wochen \| 5 \| Dire Straits \| Brothers in Arms \| – \| \| 15. Juli 1985 – 30. September 1985 11 Wochen \| 11 \| Bruce Springsteen \| Born in the U.S.A. \| – \| \| 1. Oktober 1985 – 31. Oktober 1985 4 Wochen \| 4 \| S.T.S. \| Grenzenlos \| – \| \| 1. November 1985 – 31. Dezember 1985 9 Wochen (insgesamt 11) \| 11 \| Falco \| Falco 3 \| – \| |                                           |                                           |                                           |                           |
| ← 1984 |                                           |                                           |                                           | → 1986 →                  |
| Zeitraum | Wo. ges.                                  | Interpret                                 | Titel                                     | Zusätzliche Informationen |
| (Zeitraum, Wochen auf Platz eins, Interpret, Titel, zusätzliche Informationen) |                                           |                                           |                                           |                           |
| 1. Dezember 1984 – 14. Februar 1985 11 Wochen | 11                                        | Sade                                      | Diamond Life                              | –                         |
| 15. Februar 1985 – 28. Februar 1985 2 Wochen (insgesamt 7) | 7                                         | Opus                                      | Live Is Life                              | –                         |
| 1. März 1985 – 14. März 1985 2 Wochen | 2                                         | Rainhard Fendrich                         | Wien bei Nacht                            | –                         |
| 15. März 1985 – 14. April 1985 5 Wochen (insgesamt 7) | 7                                         | Opus                                      | Live Is Life                              | –                         |
| 15. April 1985 – 30. April 1985 2 Wochen | 2                                         | Matt Bianco                               | Whose Side Are You On?                    | –                         |
| 1. Mai 1985 – 14. Juni 1985 6 Wochen | 6                                         | Tina Turner                               | Private Dancer                            | –                         |
| 15. Juni 1985 – 14. Juli 1985 5 Wochen | 5                                         | Dire Straits                              | Brothers in Arms                          | –                         |
| 15. Juli 1985 – 30. September 1985 11 Wochen | 11                                        | Bruce Springsteen                         | Born in the U.S.A.                        | –                         |
| 1. Oktober 1985 – 31. Oktober 1985 4 Wochen | 4                                         | S.T.S.                                    | Grenzenlos                                | –                         |
| 1. November 1985 – 31. Dezember 1985 9 Wochen (insgesamt 11) | 11                                        | Falco                                     | Falco 3                                   | –                         |